# 多塞特郡旗
多塞特郡旗（Flag of Dorset）是英國英格蘭多塞特郡的旗幟，在2008年9月16日經過公投決定產生。旗幟圖案為黃底，中央有一帶紅緣的白色十字。